# 厄尼·米尔斯
厄尼·米尔斯（英語：Ernie Mills，1913年4月10日—1972年10月10日），英国前男子自行车运动员。他曾代表英国参加1936年夏季奥林匹克运动会自行车比赛，获得男子团体追逐赛铜牌。